# Сьотан
Сьотан (1413 — 16 квітня 1481) — японський художник періоду Муроматі.

## Життя та творчість
Про цього митця відомо вкрай мало. Походив з самурайського роду Оґурі. Знаний як Тен-О або Оґурі Сьотан. Малював під псевдонімом Дзібоку. Спочатку працював під орудою відомого художника Сюбуна (ймовірно, був його учнем). Після його смерті між 1450 і 1465 роками очолив Академію живопису, що розташовувалася в монастирі Сьококу-дзі. Також отримав посаду придворного живописця. Розвивав традиції малювання, започатковані Сюбуном. Втім робив картини більш вишуканими, відповідно до смаків тодішніх японських аристократів.
Працював у жанрі суйбоку. Також у творчості Сьотана відбився вплив китайського художника Муці Фанчаня. Збереглося замало власних робіт Сьотана. Часто працював у жанрі «квітів і птахів» для храмів і палаців. Прикладом творчості є розсувні фирми храму Йотоку монастирі Дайтоку в Кіото (їх згодом завершив син Сьотана — Сьокей). Помер у 1481 році. На посаді голови Академії його замінив учень Кано Масанобу.